# Makarba
Makarba é uma vila no distrito de Ahmadabad, no estado indiano de Gujarat.

## Demografia
Segundo o censo de 2001, Makarba tinha uma população de 18 090 habitantes. Os indivíduos do sexo masculino constituem 53% da população e os do sexo feminino 47%. Makarba tem uma taxa de literacia de 60%, superior à média nacional de 59,5%: a literacia no sexo masculino é de 69% e no sexo feminino é de 51%. Em Makarba, 16% da população está abaixo dos 6 anos de idade.